# Robe of Gems
 (mars 2022).
Si vous disposez d'ouvrages ou d'articles de référence ou si vous connaissez des sites web de qualité traitant du thème abordé ici, merci de compléter l'article en donnant les références utiles à sa vérifiabilité et en les liant à la section « Notes et références ».
Pour plus de détails, voir Fiche technique et Distribution.
Robe of Gems est un film mexicano-argentin écrit et réalisé par Natalia López et sorti en 2022.
Le film raconte l'histoire de trois femmes — interprétées par Nailea Norvind, Antonia Olivares et Aida Roa — qui entrent en conflit direct ou indirect avec le commerce local de la drogue. Il est présenté en avant-première à la Berlinale 2022, où il obtient le prix du jury.

## Fiche technique
Sauf indication contraire, les informations mentionnées dans cette section peuvent être confirmées par la base de données cinématographiques IMDb,  présente dans la section « Liens externes ».
- Titre : Robe of Gems
- Titre de travail : Manto de Gemas
- Réalisation et scénario : Natalia López
- Photographie : Adrian Durazo
- Montage : Natalia López
- Musique : Santiago Pedroncini
- Pays de production :  Mexique,  Argentine
- Langue originale : espagnol
- Format : couleur
- Genre : drame
- Durée : 118 minutes
- Dates de sortie :  
  - Allemagne : 11 février 2022 (Berlinale)

## Distribution
- Nailea Norvind
- Antonia Olivares
- Aida Roa

## Distinction
- Berlinale 2022 : Prix du jury